# Sumpf-Windelschnecke
Die Sumpf-Windelschnecke (Vertigo antivertigo), auch Sumpfwindelschnecke geschrieben, ist eine Schneckenart der Familie der Windelschnecken (Vertiginidae) aus der Unterordnung der Landlungenschnecken (Stylommatophora).

## Merkmale
Das rechtsgewundene, bauchig-eiförmige Gehäuse der Sumpf-Windelschnecke ist 1,7 bis 2,35 mm hoch und 1,2 bis 1,4 mm breit. Es hat vier bis fünf schwach gewölbte Windungen, die durch eine nur seichte Naht voneinander abgesetzt werden. Die Umgänge sind an der Peripherie nur schwach gewölbt. Die Außenseite der Mündung ist schwach gebuchtet. Die Schale ist hier durch eine kräftige, aber undeutlich abgesetzte, quer zu den Anwachsstreifen verlaufende rippenartige Struktur verstärkt. Durch die schwache Einbuchtung der Außenseite ist die Mündung im Umriss annähernd herzförmig. Der Mündungsrand ist schwach lippig verdickt und besonders am Basal- und Spindelrand nach außen umgebogen. In die Mündung ragen sechs bis elf Zähne hinein. Je zwei Parietal- und Columellarzähne und zwei Palatalzähne sind fast immer vorhanden.
Die Schale ist durchscheinend und braun bis dunkel-kastanienbraun. Die glatte Gehäuseoberfläche glänzt und weist eine sehr feine, unregelmäßige Anwachsstreifung auf. Der Weichkörper ist schwarz und scheint durch das Gehäuse durch und gibt dem Gehäuse dadurch eine schwärzlich-rote Farbe.
Im männlichen Teil des Genitalapparates ist die Prostata klein und sitz nahe der Eiweißdrüse. Der davon abgehende Samenleiter ist sehr lang und gewunden und dringt apikal in den Epiphallus ein. Der Übergang Eopiphallus/Penis ist durch eine deutliche Verdickung markiert. Der Penis ist vergleichsweise lang. Im weiblichen Teil ist der freie Eileiter sehr lang, auch die Vagina ist lang. Die Spermathek besitzt einen sehr langen dünnen Stiel mit einem kleinen rundlich-elliptischen Reservoir. Das Atrium ist sehr kurz.

## Ähnliche Arten
Das Gehäuse der Sumpf-Windelschnecke erinnert an das Gehäuse der Bauchigen Windelschnecke (Vertigo moulinsiana). Letzteres ist jedoch bauchiger (Name!), in der Mündung stehen nur vier bis fünf Zähne. Bei der Sumpf-Windelschnecke ist die Mündung im Umriss annähernd herzförmig.

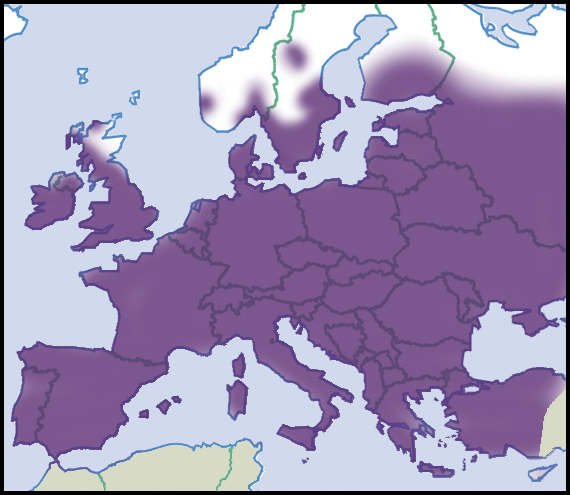
Verbreitung der Sumpf-Windelschnecke in Europa und der Westtürkei (nach Welter-Schultes, 2012)

## Geographische Verbreitung und Lebensraum
Das Verbreitungsgebiet der Sumpf-Windelschnecke reicht von Portugal und Irland im Westen, über Mittel- und Südeuropa, Osteuropa bis in die Transbaikal-Region Sibiriens und in den Norden Pakistans. In Nordeuropa dringt sie bis zum 63. Breitengrad vor, im Süden bis Nordwestafrika. In der Schweiz steigt sie bis 1500 m, in Polen bis auf 900 m und in Bulgarien bis auf 1000 m über Meereshöhe.
Die Sumpf-Windelschnecke kommt in Moor- und Sumpfgebieten, in sumpfigen Wiesen, an See- und Flussufern und auch in regelmäßig überschwemmten Auengebieten vor. Sie braucht konstant feuchte Habitate und meidet Habitate, die während des Jahres wenigstens einmal austrocknen. Sie lebt dort unter abgestorbenem und verrottendem Riedgras und/oder unter den angespülten Pflanzenresten an Seeufern. In geeigneten Biotopen kommt sie oft massenhaft vor. Bei Hochwasser klettert und im Herbst klettert sie in die Vegetation. Sie ernährt sich von verrottenden Pflanzenteilen.

## Fortpflanzung
Nach Freilandbeobachtungen in Polen begannen Tiere, die überwintert hatten, bereits im April mit der Eiablage. Zwischen Mai und August wurde gewöhnlich jeden Tag ein Ei abgelegt, an manchen Tagen wurden sogar zwei Eier. In der freien Natur dauerte die Eiablage gewöhnlich 50 bis 88 Tage. Die Anzahl der Eier, die in einer Saison abgelegt wurden, variierte von 6 bis 184 (Mittelwert: 55 Eier). Ein Tier legte in zwei Eiablageperioden insgesamt 218 Eier ab. Der Eidurchmesser beträgt 0,55 bis 0,78 mm (Mittelwert: 0,648 mm). Die Eier unterscheiden sich von den Eier der anderen Vertigo-Arten durch eine zusätzliche Schleimschicht, die 0,03 bis 0,06 mm dick, manchmal sogar bis 0,1 mm Dicke erreicht. Die meisten Eier wurden im 1-Zellstadium abgelegt, nur wenige Eier waren etwas weiter entwickelt, was auf eine Entwicklung im Tier und Zurückhalten der Eier um 1 bis 3 Tage hindeutet. Die Entwicklung ist stark temperaturabhängig. Bei 27° schlüpften die Jungtiere schon nach 8 Tagen, bei 23° nach 11 Tagen und bei 19° nach 16 Tagen und bei 14° erst nach 68 Tagen. Die Jungtiere hatten ein Gehäuse mit 1,2 bis 1,3 Windungen. Die Oberfläche des Embryonalgehäuses ist mit feinen, unregelmäßig angeordneten Tuberkeln bedeckt. Das Wachstum der Jungtiere ist sehr schnell und die Tiere erreichen bereits nach 26 bis 45 Tagen die Adultgröße. 71 % der in einem Jahr geschlüpften Individuen wurde noch im selben Jahr geschlechtsreif. Die Winterruhe dokumentiert sich im Gehäuse durch einen helleren Anwachsstreifen oder auch Verletzungen des Periostrakums. Die Tiere erreichen ein Maximalalter von drei Jahren. Viele sterben bereits aber nach etwas mehr als einem Jahr nach der Eiablagesaison. In einer Oktoberpopulation waren 65 % der Individuen im selben Jahr geschlüpft, 23 % im vorigen Jahr und 12 % vor zwei Jahren. Die Tiere überwinterten im Moos und abgestorbenem Pflanzenmaterial nahe dem Wasser.

## Taxonomie
Das Taxon wurde von Jacques Philippe Raymond Draparnaud 1801 als Pupa anti-vertigo erstmals beschrieben. Die Art ist allgemein anerkannt. Die Fauna Europaea verzeichnet zahlreiche Synonyme:
- Vertigo (Dexiogira) antivertigo var. aequidentata Pollonera 1885[11]
- Vertigo (Dexiogira) antivertigo var. cisalpina Pollonera 1885[11]
- Vertigo antivertigo var. cornea Locard 1881[12]
- Pupa antivertigo forma ferox Westerlund 1887[13]
- Vertigo (Dexiogira) antivertigo var. irregularis Pollonera 1885[11]
- Vertigo antivertigo var. novemplicata Locard 1881[12]
- Vertigo 8 dentata S. Studer 1820[14]
- Vertigo (Dexiogira) antivertigo var. padana Pollonera 1885[11]
- Alaea palustris Jeffreys 1830[15]
- Pupa seminulum Westerlund 1871
- Vertigo septemdentata A. Ferussac 1821
- Turbo sexdentatus Montagu 1803
- Vertigo sinuata Mousson 1873[16]

## Gefährdung
In Deutschland sind die Bestände der Sumpf-Windelschnecke durch die Trockenlegung und Vernichtung von Feuchtbiotopen, und durch Fluss- und Bachbegradigungen stark zurückgegangen. In Deutschland ist sie eine Art der Vorwarnstufe.